# 米羅尼夫斯基

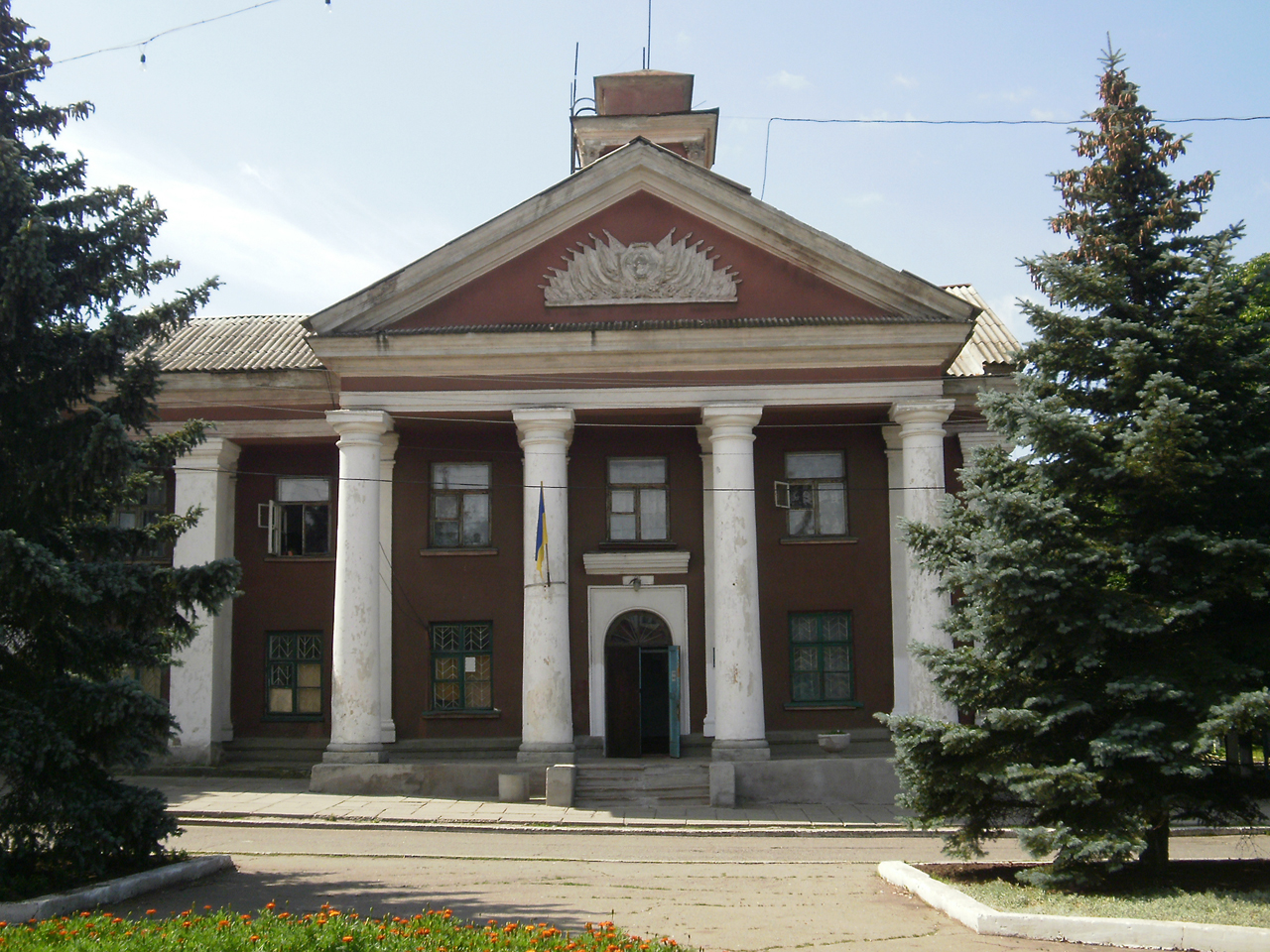
行政大楼

米羅尼夫斯基（烏克蘭語：Миронівський），是烏克蘭東部頓涅茨克州巴赫穆特区斯维特洛达尔斯克市镇内的市級鎮。處於盧漢河畔，面積11.1平方公里，海拔高度181米，2013年人口8,045，人口密度每平方公里724.77人。
2022年5月23日，俄罗斯军队占领米罗尼夫斯基。